# Sint Barbaraziekenhuis (Geleen)
Sint Barbaraziekenhuis is de naam van het voormalige ziekenhuis van Geleen. De naam is afgeleid van het mijnverleden van Geleen, waar ooit de Staatsmijn Maurits (grootste mijn van Nederland) was gevestigd. Barbara is de beschermheilige van de mijnwerkers.
Het ziekenhuis is begin jaren zestig van de twintigste eeuw gebouwd. In 1986 fuseerde het ziekenhuis met het Ziekenhuis de Goddelijke Voorzienigheid te Sittard, tot het Maaslandziekenhuis.
Eind jaren negentig werd het hoofdgebouw aan de Barbarastraat gesloopt. Een deel van het voormalige ziekenhuisgebouw was tot 7 januari 2025 nog in gebruik als verpleegtehuis. Vanaf maart 2025 zal ook dit gedeelte worden gesloopt.